# Point Lobos State Reserve

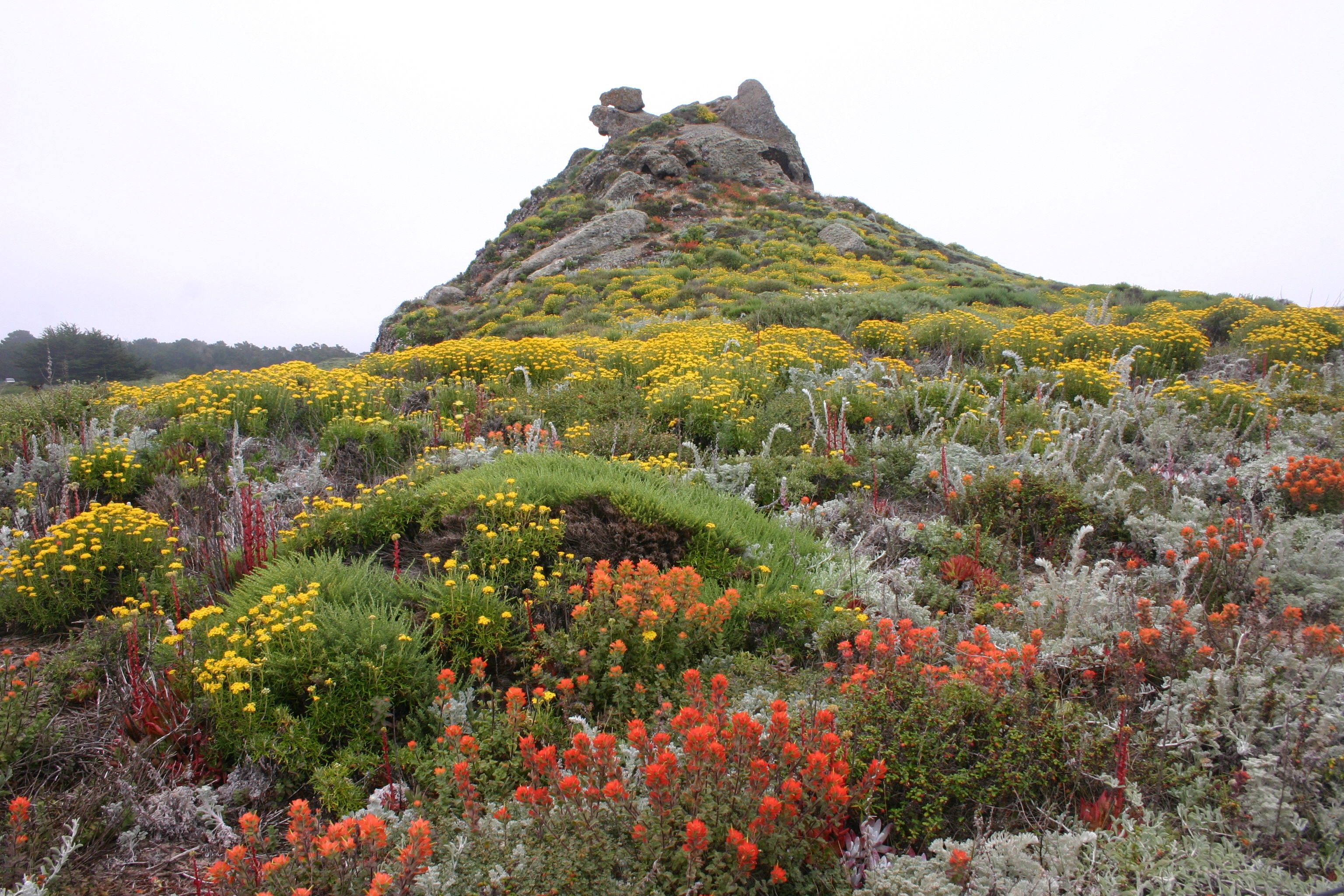
fiori di campo a Pt. Lobos 2006

Point Lobos è il nome comune dell'area che include Point Lobos State Natural Reverve (in italiano: Riserva naturale statale di Point Lobos) e le due aree marine protette adiacenti: State Marine Reserve (SMR, in italiano: Riserva marina statale) e Point Lobos State Marine Conservation Area (SMCA, in italiano: Area di conservazione marina statale di Point Lobos). 
Point Lobos è appena a sud di Carmel-by-the-Sea, California, Stati Uniti, a nord della costa di Big Sur nell'Oceano Pacifico.
Point Lobos è formata da una serie di sentieri, molti vicini al mare, e un numero minore di spiagge. E il luogo di una riserva marina storica, che è stata ampliata nel 2007.
È anche la sede del museo di caccia alle balene che comprende un edificio storico usato un tempo dai pescatori della zona.
Località di immersioni subacquee grazie alla fauna selvatica ed al panorama marino.
Le origini del parco sono dovute al progetto di Alexander Allen, il quale ha acquistato, nel 1933, un grande appezzamento di terreno per prevenirne lo sviluppo. Venne suddiviso in 1.000 lotti sotto il nome di "Carmelito".

## Geografia e caratteristiche naturali

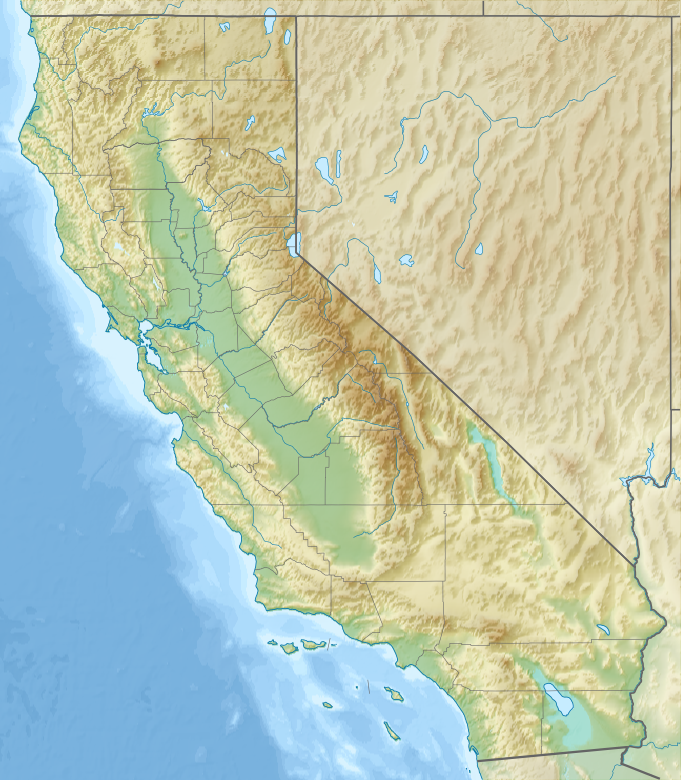
Mappa di Pont Lobos Riserva Naturale

La configurazione iconica della zona di Point Lobos è dal punto di vista geologico, unico, comprendendo una ricca e variegata vita di piante, vegetazioni ed animali, sia in terra che in acqua.
Chiamato dall'artista paesaggista Francis McComas come  " il più grande incontro di terra ed acqua del mondo", Point Lobos è considerato il gioiello della corona tra i parchi dello Stato della California.
La storia geologica di Point Lobos descrive le rocce che creano i promontori e le insenature che lo rendono famoso.
Il sottomarino Carmel canyon si trova appena a nord di Point Lobos. Come Monterey Canyon, a nord, che fornisce acqua fredda, ricco di sostanze nutrienti durante gli eventi di upwelling.
Queste acque ricche di nutrienti alimentano l'elevata produttività nelle Baie di Carmen e Monterey, che a loro volta sostengono la grande diversità di vita presente in acqua ed in terra a Point Lobos.

## Aree Marine Protette
L'originale Riserva Ecologica di Point Lobos è stata creata nel 1973.
Come le più antiche e meglio conosciute riserve della California, il variegato ed abbondante numero di pesci presenti a Point Lobos lo rendono un punto di accesso per immersioni ricreative.
Nel 2007, la Riserva ecologica è stata ampliata e ribattezzata con l'istituzione del Point Lobos SMR e del Point Lobos SMCA da parte del Dipartimento di Fish and Game della California.
Erano due delle 29 aree marine protette adottate durante la prima fase dell'iniziativa Marine Life Protection Act, un processo di collaborazione pubblica atta a creare una rete in tutto lo stato di aree marine protette lungo la costa della California.

## Collegamenti esterni

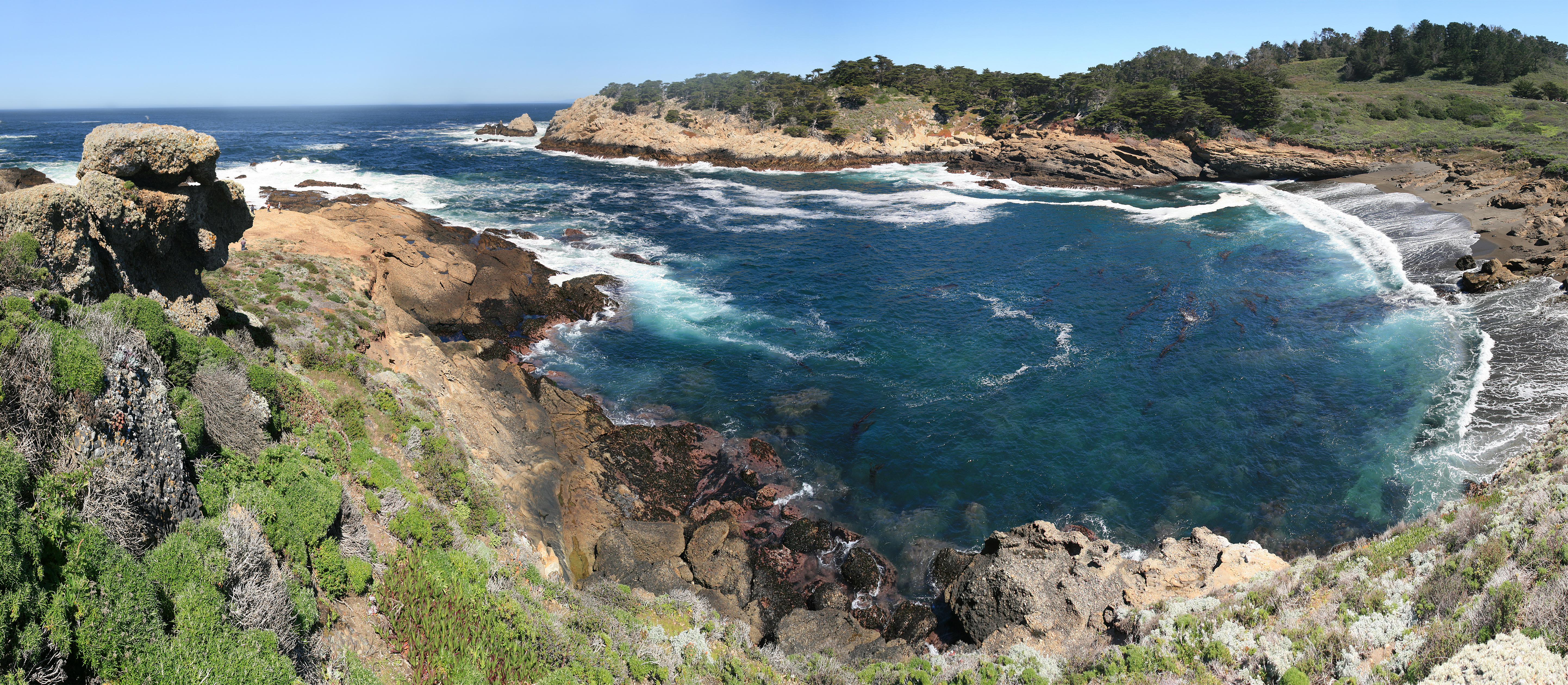
Vista panoramica di Headland Cove